# Доктор Кроки
Доктор Кроки главни је лик немачке—аустријске ТВ серије Симсала Грим.
Доктор Кроки је књишки мољац попут бића. Црвене је боје са ружичастим пругама и има кратак реп. Увек носи наочаре и жуту торбу. Такође, носи жути шешир, али га не носи све време јер му стално пада. Има црне очи. Кад се набацује, он каже: "Ја сам Кроки, доктор Кроки. Научник, филозоф, виртуоз....", а онда углавном престане са набацивањем јер се нешто догодило. Доктор Кроки је љубазан и паметан, јер он је филозоф. Доктора Крокија у Србији синхронизује глумица Јадранка Селец.